# Zuzela
Zuzela is een plaats in het Poolse district Ostrowski, woiwodschap Mazovië. De plaats maakt deel uit van de gemeente Nur en telt 199 inwoners.
De Poolse kardinaal Wyszyński werd in 1901 in Zuzela geboren.

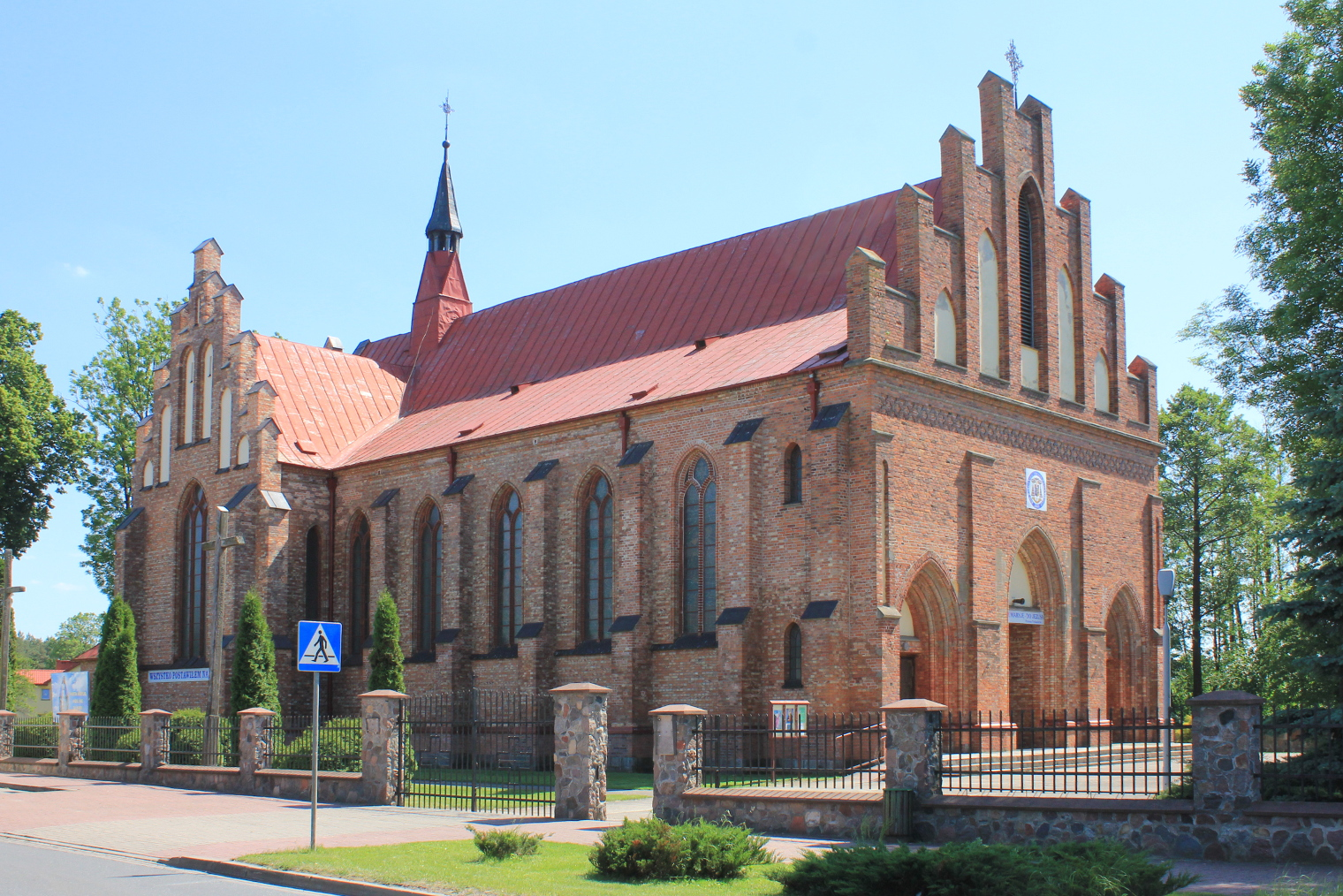
Kerk
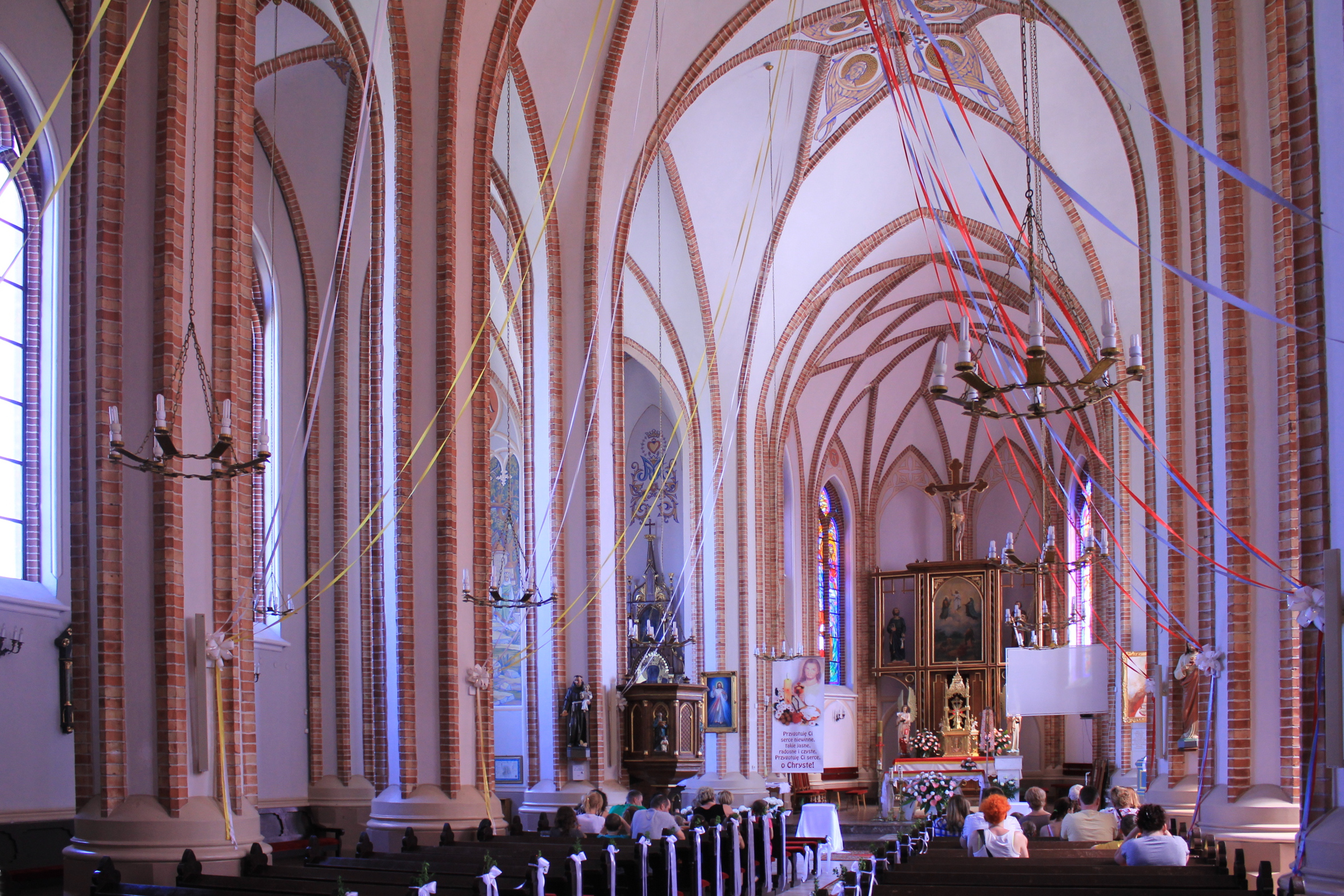
Interieur van de kerk